# Miran Erceg
Miran Erceg, slovenski ugankar, * 21. april 1958, Ljubljana, † 15. maj 2012, Ljubljana.

## Življenjepis
Miran Erceg, slovenski ugankar se je rodil v Ljubljani 21.aprila 1958. Z ugankarstvom se je srečal že v osnovni šoli kot reševalec. Kot sestavljalec ugank se je prvič pojavil leta 1982, ko je objavil svoj prvi izdelek v ugankarski reviji KIH. Pri svojem delu je bil samouk, brez mentorja. V različnih slovenskih ugankarskih revijah, kot tudi v dnevni in revijalni periodiki je objavil okoli 6000 ugank. Večino predstavljajo predvsem križanke in skandinavke, objavljal pa je tudi rebuse, magične like 7x7, mozaike, šarade in ostale drobne uganke, tako da ima v svojem opusu vse vrste ugank, ki se pojavljajo v slovenskem ugankarstvu, razen osmerosmerk. Umrl je po daljši bolezni v Ljubljani 15.maja 2012.

## Sodelovanje v medijih
Miran Erceg je svoja dela objavljal v revijah KIH, Križem kražem, Superpip, Ugankarski Izziv in kot nepodpisan avtor tudi v otroški ugankarski reviji Duhec. Od neugankarskih revij je objavljal predvsem v dnevniku Slovenec, tednikih Antena, Radenski vestnik, Demokracija in v mesečniku Vzajemna. 
Čeprav je Erceg začel objavljati svoje izdelke v času nekdanje države (Jugoslavije) se za razliko od nekaterih slovenskih avtorjev ni poskusil v jezikih drugih narodov.

## Psevdonimi
Svoja dela je Miran Erceg objavljal pod svojim imenom, deloma pa tudi pod psevdonimi Meri Cegnar ali Ingemar Cer (v Superpipu), kar predstavlja premetanko iz njegovega imena in priimka. Oba psevdonima sta njegova avtorska izdelka, medtem, ko je psevdonim German Irec s katerim je podpisal tudi določeno število izdelkov, avtorja Jožeta Stabeja.

## Primer uganke
Najbolj znana uganka Mirana Ercega je palindromni stavek v krogu v dvanajstih črkah, kar je ena redkih tovrstnih ugank v slovenskem ugankarstvu. Stavek ŠE NI TELETINE je postavljen v krog, v obliki ure, kjer je na položaj številke 12 postavljena črke Š, na položaje številk od 1 do 11 pa preostale črka stavka. V tem primeru se stavek v obe smeri prebere enako.